# Salmo 62
Il salmo 62 (61 secondo la numerazione greca) costituisce il sessantaduesimo capitolo del Libro dei salmi.